# Darryl Middleton
Darryl Middleton (ur. 26 lipca 1966 roku w Nowym Jorku, USA) – amerykański koszykarz. Mimo że w 1988 roku w drafcie NBA Atlanta Hawks wybrała go z numerem 68 w III rundzie, to Middleton nigdy nie zagrał w tej zawodowej lidze koszykarskiej.

## Sukcesy
Klubowe
- Mistrz:
  - Euroligi w 2002 (Panathinaikos BC)
  - EuroChallenge w 2007 (Akasvayu Girona)
  - Hiszpanii w 1995, 1996 (FC Barcelona)
  - Grecji w 2001, 2003, 2004, 2005 (Panathinaikos BC)
- Zdobywca Pucharu Grecji w 2003, 2005 (Panathinaikos BC)
- Finalista:
  - Suproligi w 2001 (Panathinaikos BC)
  - Pucharu Grecji w 2001 (Panathinaikos BC)
- Final Four Euroligi w 2005 (Panathinaikos BC)

Indywidualne
- MVP ligi hiszpańskiej w 1992, 2000 (CB Girona), 1993 (Caja San Fernando)